# Lijst van bekende bankiers
Lijst van bekende bankiers, in alfabetische volgorde:
- André Batenburg
- Roberto Calvi
- Wim Duisenberg
- Henri Dunant
- Alan Greenspan
- Walraven van Hall
- Henry Hope
- Thomas Hope
- Marius Holtrop
- Jan Kalff
- Nick Leeson
- Rudolf Mees
- Willem Mees
- Nicolaas Pierson
- Alexander Rinnooy Kan
- Edmond de Rothschild
- Mayer Amschel Rothschild
- Onno Ruding
- Dirk Scheringa
- Thijs Slavenburg
- Dirk Stikker
- Jean-Claude Trichet
- Nout Wellink
- James Wolfensohn
- Paul Wolfowitz
- Jelle Zijlstra